# ЧКД
ЧКД (Чешско-мора́вская Ко́лбен-Да́нек) (чеш. ČKD — Českomoravská Kolben-Daněk) — одна из крупнейших и старейших марок в области машиностроения и электротехники в Чехии (бывшей Чехословакии).

## История
ČKD была основана в 1927 году путём слияния двух маленьких компаний, Českomoravská-Kolben (основанной в 1896 году и производившей оборудование для ГЭС) и Breitfeld-Daněk (основанной в 1854 году и производившей технику для шахт и пищевой промышленности).
В 1930-х годах компания занималась электротехническим производством, включая паротурбинные установки и насосы, производством локомотивов, компрессоров, дизельных двигателей, а также выпускала парогенераторы. Двумя другими важными отраслями деятельности было производство бытовой техники (стиральные машины, пылесосы, холодильники), а также военная продукция.
Во время немецкой оккупации большая часть производства была переведена на снабжение немецких вооруженных сил, вермахта, а сама компания была переименована в BMM (нем. Böhmisch-Mährische Maschinenfabrik AG). В частности компания выпускала лёгкий танк Panzer 38(t) и самоходное противотанковое орудие Jagdpanzer 38(t).
После окончания Второй мировой войны «ЧКД» была национализирована. В течение 45 лет, когда Чехословакия была социалистическим государством, предприятие росло, разделялось на отдельные фирмы. Все традиционные отрасли «ЧКД» сохранились, а ориентация на экспорт в социалистические и развивающиеся страны позволила увеличить объемы производства. Компания стала мировым лидером в производстве трамваев (под маркой «Татра Т2» и «Татра Т3» хорошо известных в Советском Союзе, не путать с автомобильной компанией Tatra, специализирующейся на выпуске грузовиков).
В этот период в компании работало до 50 000 сотрудников. Главными видами продукции являлись локомотивы (в частности ЧМЭ3), турбокомпрессоры, тиристорные преобразователи, трамваи, поставляемые в объемах сотен и даже тысяч штук в год.
После 1990 года было образовано акционерное общество «ЧКД Прага», полностью принадлежащее государству, с восемнадцатью дочерними обществами. В 1994 году 51 % акций «ЧКД» переходит к акционерному обществу «ИНПРО» и основывается АО «ЧКД ПРАГА ХОЛДИНГ». В 1995 году Завод «ЧКД Прага — Смихов» был закрыт (ныне на его месте торговый центр Новый Смихов) и производство переносится на завод «ЧКД Зличин». Предприятие выполняет несколько заказов на поставку трамваев и локомотивов, в том числе в Россию, но впоследствии происходит понижение объемов экспорта и производства, некоторые дочерние общества становятся несостоятельными и на их имущество объявляется конкурс. В конце концов в 1998 году из-за нерентабельности производства начинается процедура банкротства предприятия и в 1999 году холдинг «ЧКД» окончательно прекращает своё существование.
В 1998 году появилось на рынке акционерное общество «11FITE», целью которого является возобновление марки «ЧКД».
В 2004 году возникает ГРУППА «ЧКД» ПРАГА, состоящая из отдельных фирм: АО «ЧКД ПРАГА ДИЗ», АО «ЧКД НОВОЕ ЭНЕРГО», АО «ЧКД ЭЛЕКТРОТЕХНИКА», АО «Полупроводники» и АО «ЭТТ ЭНЕРГЕТИКА». Вся группа компаний получила название концерн «ČKD GROUP».
В 2008 году в состав концерна «ČKD GROUP» вошла компания ČKD EXPORT, a.s. (бывшая «ŠKODAEXPORT, a.s.»)